# Église Sainte-Thérèse de Monaco
Pour les articles homonymes, voir Église Sainte-Thérèse.
L'église Sainte-Thérèse (monégasque : ge̍ija de Santa Teresa), dite  chapelle des Carmes, est un édifice religieux catholique de la principauté de Monaco. Construite comme église des Carmes dans la première moitié du XXe siècle, elle est aujourd'hui encore le lieu de leur communauté.

## Histoire

### L'exil de Laghet
Déjà au XVIIIe siècle des rapports spirituels, de solidarité et de collaboration s’étaient créés entre les Pères Carmes, desservants du Sanctuaire de Notre-Dame de Laghet, et la Principauté de Monaco.
En 1880, une communauté stable carmélitaine, d’origine franco-italienne, est fondée dans une maison de la Descente du Larvotto pour accueillir, lors de leurs séjours à Monaco, les Pères Carmes itinérants provenant du Sanctuaire de Laghet. Ces carmes se déplaçaient en vue d’assister le clergé local monégasque dans la célébration des offices religieux sur le Rocher.  À partir de ce moment-là et jusqu’à nos jours, les Carmes ont été présents sans interruption dans le milieu religieux monégasque.
La communauté des Pères Carmes, fait suite à celle de Notre-Dame de Laghet, d'où les Pères sont expulsés et dépossédés en 1903 à cause du décret anticlérical d'Émile Combes. Les Pères acceptent alors l’hospitalité offerte par Monaco, et font construire une chapelle et un collège de Théologie pour les séminaristes carmes du sud de la France.  Les travaux pour la construction de la première église sont finis en 1913. Les Pères Carmes se consacrent alors au service pastoral et liturgique.    

### La Belle Époque

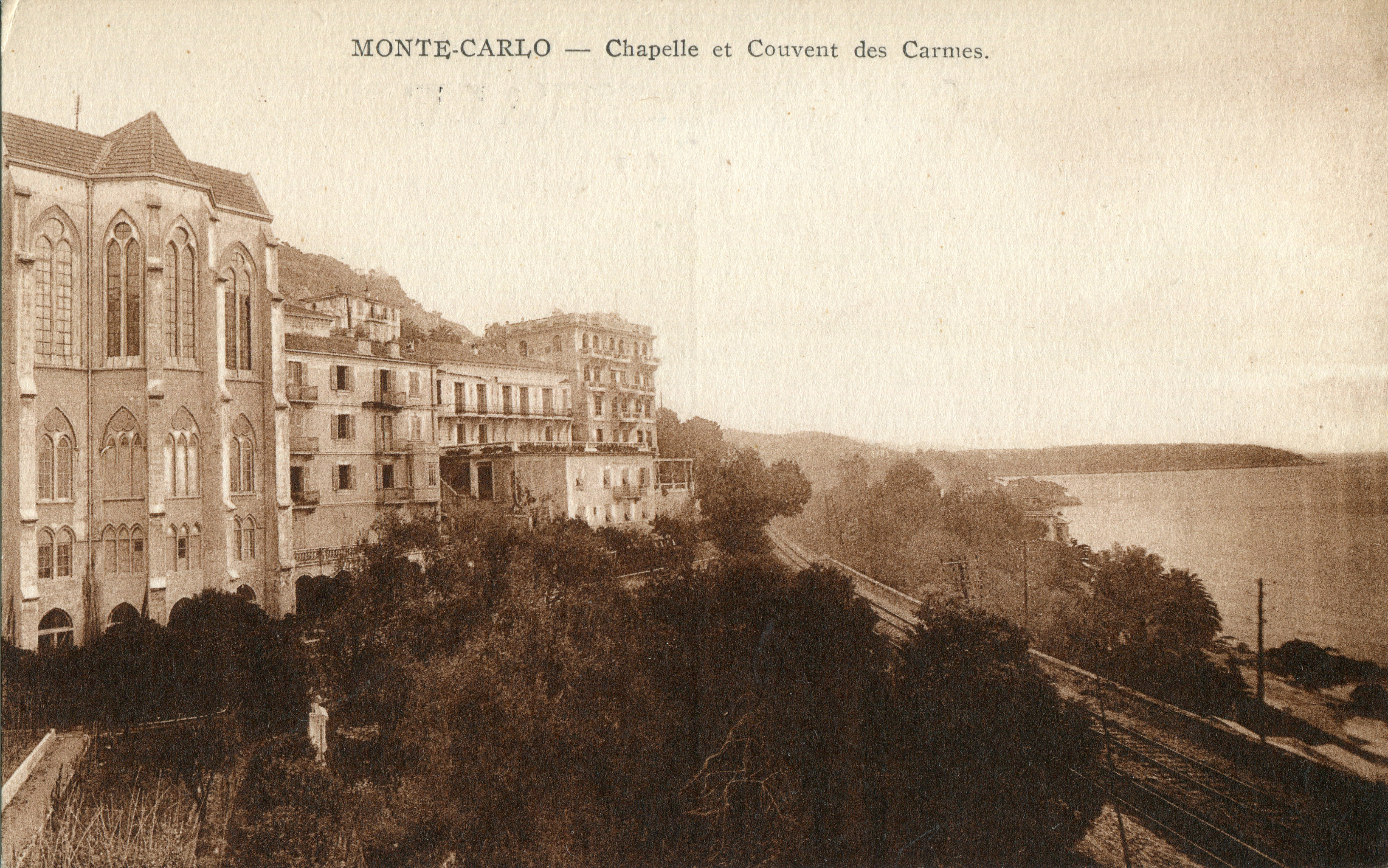
ancienne église

Alors que Monaco se développe rapidement, le couvent voit arriver un prieur nouveau en 1936. Jusqu'en 1937, le Père Marie-Eugène de l'Enfant-Jésus dirige le Couvent, en essayant de veiller à la vie de prière de ses confrères, malgré le bruit du Casino de Monte-Carlo, qui se situe dans leur voisinage.

### Le départ des Français et l'arrivée des Espagnols
En 1968, en raison de difficultés d'ordre matériel, se produit le départ des Pères français vers d'autres régions de France. Le Gouvernement monégasque se porta alors acquéreur de l'église, en vue déjà de sa démolition imminente.
Or les habitants du quartier et les amis de la communauté adressèrent au Père Général des Carmes à Rome une pétition lui demandant d'envoyer d'urgence d'autres Pères Carmes pour remplacer ceux qui avaient regagné la France.
À la suite de cette démarche, S.A.S. le Prince Rainier III, en accord avec le Supérieur Général des Carmes, décide que l'église ne serait pas fermée.
Ainsi une nouvelle communauté de Carmes d’origine espagnole vient s’installer dans cette église.

### La nouvelle chapelle des Carmes
La dernière messe y est célébrée le 1er mars 1998. L'église est démolie dans le cadre d’une opération immobilière d’intérêt général qui devait voir notamment la réalisation d’une école et des logements sociaux ; ainsi que la reconstruction, sur le même lieu, d’un autre ouvrage de même nature cultuelle.
Des travaux d’aménagement du quartier sont entamés. Une chapelle provisoire de 80 places, est édifiée. Les fidèles s’y adaptèrent retrouvèrent rapidement l'esprit religieux et le recueillement en cette chapelle préfabriquée. Le temps intermédiaire de transition dura quatre ans et deux mois.
Le samedi 23 mars 2002,  la nouvelle église est ouverte au culte des fidèles lors de la messe anticipée de la fête des Rameaux, présidée par Mgr Barsi. S.E.M. Patrick Leclercq, Ministre d’État, présente symboliquement les clés de cette chapelle à Mgr Bernard Barsi, archevêque de Monaco. S.A.S le prince héréditaire Albert représentait à cette occasion son père, S.A.S le prince souverain.
Elle est dédiée et placée sous le haut patronage de Sainte Thérèse de Lisieux et, suivant la tradition nominative d’antan, elle est aussi connue par les fidèles sous le nom de « Chapelle des Carmes ». 
Plusieurs motifs convergeaient en faveur de dédier cette église à cette sainte : Faire référence au Carmel aujourd’hui, et surtout dans une ambiance francophone, comporte l’évocation de la figure de Sainte Thérèse de l’Enfant-Jésus, carmélite au carmel de Lisieux.
D’ailleurs, cette dénomination met en relation directe l’ancienne église -qui fut construite sous les auspices de Sainte Thérèse au moment de l’ouverture du procès de sa canonisation-, et la nouvelle, qui garde de sa précédente son esprit et la splendeur de la série de vitraux consacrés aux différentes étapes de la vie de la sainte.
Ensuite, cette appellation deviendrait un hommage à cette carmélite, docteur de l`Église, patronne secondaire de la France, patronne des Missions, modèle d’une sainteté pure et simple, et l’une des saintes les plus aimées dans le monde.
À titre anecdotique, en lui donnant cette dénomination, cette église serait, dans l’ordre de construction, la 2002ème. parmi le nombre de monastères et d’églises qui, dans les cinq continents, sont consacrés à Sainte Thérèse : une heureuse coïncidence par rapport à l’année de son inauguration.

## Emplacement
La chapelle des Carmes est située à cheval entre les quartiers de la Rousse-Saint-Roman et le Larvotto. Cette église, qui occupe exactement le même endroit que la précédente, est placée dans un quartier résidentiel grandissant, en pleine expansion et ouvert vers l’avenir. Le « quartier Est » de la Principauté, s’étend sur quatre niveaux orographiques -Princesse Grâce, Bd du Larvotto, Bd d’Italie, Bd du Ténao.
La communication entre ces artères et l’accès à la chapelle se déroule sans difficulté grâce au jeu des ascenseurs publics installés au cours du dernier réaménagement et extension urbaine de cette zone en 2002. Ils sont intégrés dans le volume de la chapelle.
En surplomb du quartier du Larvotto, elle a été construite sur le boulevard d'Italie (n° 54) à 150 mètres de l'échangeur de Saint-Roman.

## Architecture
L'église est dessinée par l’architecte Fabrice Notari, ayant comme représentant sur place Éric-Bréaud. La consécration de la nouvelle église eut lieu le 28 avril 2002, au 54 Bd d’Italie, exactement au même endroit qu'occupait l’église précédente.
Ses dimensions (18,30 mètres de longueur x 10,60 mètres de largeur) sont plus réduites que celles de la première église.
Elle fut dédiée et placée sous le haut patronage de Sainte Thérèse de Lisieux (Sainte Thérèse de l’Enfant-Jésus) et suivant la tradition nominative d’antan, elle est aussi connue par les fidèles sous le nom de « Chapelle des Carmes ».
Les formes de l’église ont été conçues suivant les canons du style néo-classique dont elle épouse tout autant la structure que la sobriété, avec quelques inspirations modernes.
Suivant la lignée de la symbolique  carmélitaine qui caractérisait l’ancienne église, la nouvelle a été ornée de plusieurs éléments constitutifs qui évoquent l’Ordre du Carmel : statues, iconographie, mosaïques, autel, tabernacle, vitraux, motifs picturaux, ambon, espace liturgique… Des artistes ont participé, et participeront encore, à la décoration intérieure et extérieure, en étroite collaboration avec la commission d’art sacré du diocèse. Ainsi cette église aura une empreinte et une identité bien définies.
Ses vitraux retraçant la vie de sainte Thérèse de Lisieux font partie du patrimoine monégasque. L'entreprise de maîtres-verriers, Fassi Cadet, qui a aussi réalisé les vitraux de l'église Sainte-Dévote, les installa dans la première église entre 1927 et 1936. Une partie de vitraux a thème, qui faisaient partie intégrante du caractère de église ancienne, ont trouvé une  place stratégique dans le nouveau lieu de culte.
L’ambiance intérieure favorise un climat de recueillement, évoqué par l’austérité des lignes et par les filtrations de lumière à travers les vitraux, qui confèrent à la construction harmonie et luminosité. On voit dès lors émerger spirituellement les traits de force qui rappellent le charisme carmélitain…
Avec la collaboration des pouvoirs politiques et ecclésiastiques qui ont participé à sa conception, l’Église est devenue une belle réussite à l' apparence agréable, typée et dotée de moyens suffisants pour mener à bien son rôle… Elle peut accueillir 210 personnes, dont 40 sur la mezzanine.
L'orgue, Cavaillé-Coll, -Paris, XIXe siècle-, replacé sur la mezzanine après sa restauration, est considéré  comme un monument historique et l'un des plus perfectionnés de France.